# 角間峠
角間峠（かくまとうげ）は、群馬県吾妻郡嬬恋村と長野県上田市の間にある峠である。
角間山と湯ノ丸山の間にある。

## 周辺
- 鹿沢温泉